# Павло Руський
Святий Павло Руський — православний святий мученик, що походив з України-Руси й прийняв кончину від турків 1683 року в Константинополі.
Дата народження невідома. В раньому віці був виведений татарами з Русі до Криму, а потім проданий в Константинополь. Згодом отримав сводобу та одружився з полонянкою-русинкою. Захворів падучої хворобою (епілепсією). Його дружина та сусіди — християни вирішили відвести його в храм Пресвятої Богородиці Муглунійской, де подібні хворі отримували зцілення.
Мусульмани вирішивши, що він мусульманин й його ведуть насильно до православного храму, арештували всіх.
Павло відмовився від наговорів зректись християнства, й був страчений у Велику п'ятницю 1683 року. Його дружина теж зазнала катування, але була викупленна з ув'язнення.
День пам'яті — 6 квітня, в день мученицької загибелі.